# Броня-2025
Броня-2025 — первая Всероссийская научно-практическая конференция, посвящённая вопросам разработки и производства специальных технических средств защиты физических и информационных объектов. Мероприятие прошло 24 апреля 2025 года в Коврове (Владимирская область) и было приурочено к Году защитника Отечества, 80-летию Победы в Великой Отечественной войне и 30-летию предприятия «АПИТ».
Главным организатором выступило ООО «СПЕЦ Прожект групп» при поддержке Главного управления инновационного развития МО РФ, Управления ФСБ России, ФСВНГ РФ и Правительства Владимирской области. Соорганизаторами стали АНО ВО «Российский новый университет», ФГАОУ ВО «МФТИ», Национальный центр управления обороной Российской Федерации.

## История
Идея проведения конференции возникла в рамках инициативы по объединению усилий научных организаций, промышленности и силовых структур в вопросах разработки средств защиты. В 2025 году мероприятие впервые прошло в Коврове — городе с развитой оборонной промышленностью. Выбор даты и места был символичен: конференция совпала с рядом памятных событий и юбилеев, связанных с историей страны и предприятия-организатора.

## Цели и тематика
Основной целью конференции стало развитие инновационных решений в сфере обеспечения безопасности зданий, территорий и людей. Среди ключевых направлений: 
- совершенствование конструктивных и технологических решений по укреплению объектов;
- внедрение новых средств индивидуальной защиты;
- противодействие беспилотным летательным аппаратам;
- развитие робототехнических комплексов;
- механизмы внедрения инноваций в интересах силовых ведомств[7][8].

## Программа
Программа конференции включала:
- пленарное заседание «Инновации безопасности в год Защитника Отечества»;
- тематические круглые столы, брифинги и семинары;
- доклады представителей научных организаций, предприятий и силовых структур;
- выставку «Сила малых городов» с образцами продукции и макетами разработок[9][10].

## Участники
В конференции приняли участие:
- представители Министерства обороны РФ, ФСБ России, Росгвардии;
- сотрудники научно-исследовательских институтов и предприятий оборонно-промышленного комплекса;
- студенты ведущих технических вузов, включая МФТИ и КГТА;
- школьники инженерных классов и воспитанники технопарков[11][12].

Среди почётных гостей были генерал-майор Олег Усатенко (Военная академия РВСН имени Петра Великого), представители законодательных органов Владимирской области и руководители общественных организаций.

## Итоги
По итогам «Брони-2025» участники отметили высокий уровень организации, актуальность тем и ценность обмена опытом между представителями различных отраслей. Организаторы заявили о намерении сделать Ковров постоянной площадкой для проведения научно-практических мероприятий в военной сфере.

## Внешние ссылки
- Видео конференции «Броня-2025» на Rutube
- Сообщение о конференции в Telegram-канале «Milinfo»
- Официальная страница бронезавода «АПИТ» во ВКонтакте
- Публикации с хэштегом #броня2025 в VK